# Estadi Sportivo Barracas
L'Estadi Sportivo Barracas va ser un camp de futbol de la ciutat de Buenos Aires, Argentina.

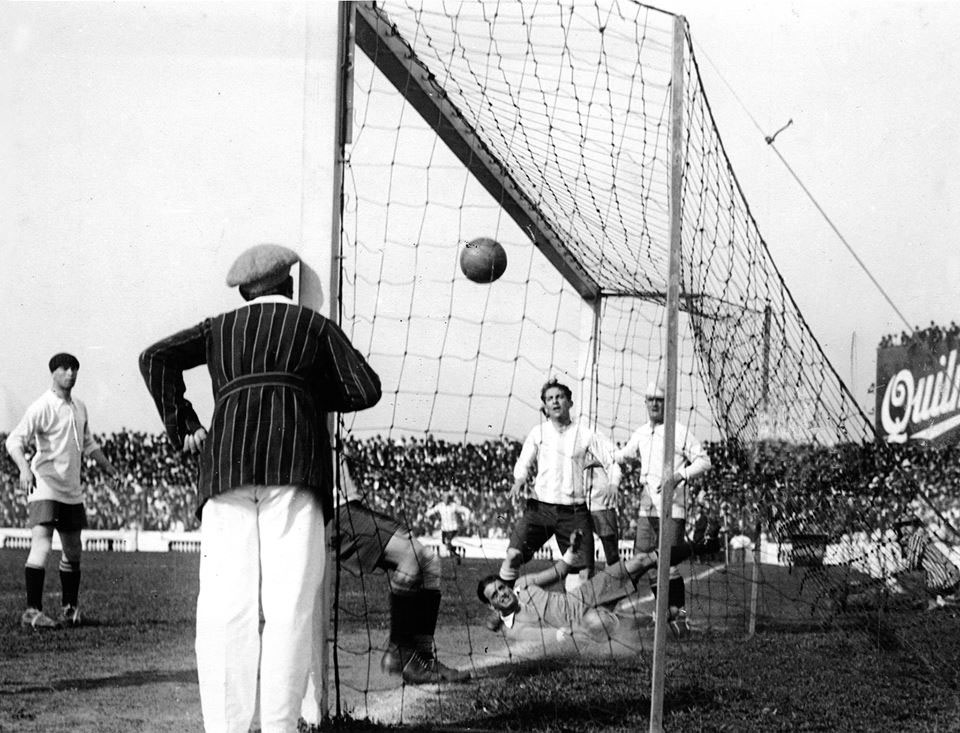
Cesáreo Onzari autor del primer gol olímpic a l'estadi, 1924.

Situat entre els carrers Iriarte, Luzuriaga, Río Cuarto i Perdriel, l'estadi era propietat del Club Sportivo Barracas, i arribà a tenir una capacitat per a 37.000 espectadors. El primer partit fou el 25 de maig de 1920, amb el partit Boca Juniors - Nacional (2–1). No obstant la inauguració oficial fou l'11 de juny de 1920.
Va ser seu dels Campionats Sud-americans de 1921 i 1925.
El 1937, el Club Sportivo Barracas deixà la Federació i l'estadi fou demolit.